# Symballophthalmus asiaticus
Symballophthalmus asiaticus är en tvåvingeart som beskrevs av Nikolai Vasilevich Kovalev 1977. Symballophthalmus asiaticus ingår i släktet Symballophthalmus och familjen puckeldansflugor. Inga underarter finns listade i Catalogue of Life.